# Маро
Маријана Брито да Круз Форхаз Сека (пор. Mariana Brito da Cruz Forjaz Secca; Лисабон, 30. октобар 1994), професионално позната као МАРО (стилизовано великим словима), је португалска певачица и текстописац. Представљала је Португал на Песми Евровизије 2022. у Торину, Италија.

## Биографија
Маријана је друго од троје деце Жоа Педра Баста Форхаза Секе и Кристине Изабел Капело Брито да Круз. У почетку је планирала да постане ветеринар, али је уместо тога одлучила да настави музичку каријеру, студирајући на Беркли колеџу за музику и преселивши се у Лос Анђелес.

## Каријера
Сарађивала је са Џејкобом Колијером на његовом албуму Djesse Vol. 2 и присутна је на Јутјубу, где је објавила видео снимке на којима пева са уметницима као што су Антонио Замбухо, Роса Пасос, Ерик Клептон, Маира Андраде, Салвадор Собрал и мноштво других уметника.
Она наступа на нумери „Better Now“ америчког дуа електронске музике Odesza номинованог за Греми, другом синглу са предстојећег албума „Тhe Last Goodbye“.

## Дискографија

### Студијски албуми
- Maro, vol. 1 (2018)
- Maro, vol. 2 (2018)
- Maro, vol. 3 (2018)
- Maro & Manel (with Manuel Rocha) (2018)
- It's OK (2018)

### Синглови
- "Midnight Purple" (feat. Nasaya) (2019)
- "Why" (feat. Ariza) (2019)
- "What Difference Will It Make" (2019)
- "Mi condena" (feat. Vic Mirallas) (2020)
- "Tempo" (feat. Nasaya) (2021)
- "I See It Coming" (feat. Nasaya) (2021)
- "Saudade, saudade" (2022)
- "Am I Not Enough for Now?" (2022)
- "We've Been Loving in Silence" (2022)
- "it keeps on raining" (2022)